# Найщасливіша дівчина на світі
«Найщасливіша дівчина на світі» (англ. Luckiest Girl Alive, буквально «Найщасливіша дівчина з живих») — американський трилер 2022 року режисера Майка Баркера, знятий за сценарієм Джесіки Нолл на основі її роману 2015 року. Головні ролі у фільмі зіграли Міла Куніс, Фінн Віттрок, Скут Макнейрі, Томас Барбуска, Дженніфер Білз і Конні Бріттон.
Фільм вийшов в обмежений прокат 30 вересня 2022 року, основна прем'єра відбулася 7 жовтня 2022 року на платформі Netflix.

## Сюжет
На перший погляд, життя 28-річної журналістки-письменниці Ані — ідеальне: вона робить успішну кар'єру в популярному нью-йоркському жіночому журналі, має коханого нареченого із впливової родини. Проте Ані, яку раніше звали Тіффані, приховує таємницю: у підлітковому віці вона пережила жахливі події, коли в її школі відбулося масове вбивство. Один із постраждалих однокласників звинувачує Ані в співучасті і до неї звертається режисер-документаліст, який хоче почути й іншу сторону та дізнатися — жертва Ані чи злочинець. З'ясовується, що перед стріляниною дівчина була зґвалтована групою однолітків, піддавалася знущанням та глузуванням…

## Акторський склад
- Міла Куніс — Ані (Тіффані) Фанеллі
  - К'яра Аурелія — Тіффані у школі
- Фінн Віттрок — Люк Гаррісон, наречений Тіффані
- Скут Макнейрі — Ендрю Ларсон, учитель
- Жюстін Люпе — Нелл Резерфорд, подружка Тіффані
- Томас Барбуска — Артур Фіннеман, друг Тіффані
- Алекс Бароун — Дін Бартон
  - Карсон Маккормак — Дін у школі
- Далмар Абузейд — Аарон Вікершем
- Айзек Крагтен — Ліам Росс
- Гейдж Манро — Пейтон Пауелл
- Дженніфер Білз — Лоло Вінсент, головна редакторка журналу
- Конні Бріттон — Діна, мати Тіффані
- Ніколь Гафф — Олівія Каплан
- Александра Бітон — Гіларі Гітчінсон

## Український Дубляж
- Студія: LeDoyen Studio
- Режисер дубляжу: Катерина Брайковська
- Перекладач: Анна Пащенко
- Звукооператор: Богдан Клименко
- Спеціаліст зі зведення звуку: Віктор Алферов
- Менеджер проекту: Людмила Король

Ролі дублювали:
- Анi Фанеллі — Катерина Буцька
- Люк Гаррісон — Євген Лісничий
- Юна Ані Фанеллі — Анна Павленко
- Дiна Фанеллi — Олена Узлюк
- Нелл — Катерина Брайковська
- Аарон — Вячеслав Скорик
- Артур — Юрій Сосков
- Бен — Арсен Шавлюк
- Юний Дiн — Руслан Драпалюк
- Ліам — Вячеслав Хостікоєв
- Дін — Олександр Погребняк
- Ендрю Ларсон — Роман Чорний
- Лоло — Наталія Романько-Кисельова
- Пейтон — Євгеній Сардаров

Додатковий акторський склад: Вікторія Мотрук, Кристина Вижу, Матвій Ніколаєв, Ірина Дорошенко, Катерина Качан, Кирило Сузанський, Оксана Гринько, Вікторія Бакун, Наталя Синенко, Галина Дубок,

## Виробництво
У серпні 2015 року було оголошено, що компанія Lionsgate придбала права на знімання фільму «Найщасливіша дівчина на світі» Джесіки Нолл, а виробництво здійснить Pacific Standard, продюсерська компанія Різ Візерспун. У лютому 2021 року було оголошено, що головну роль зіграє Міла Куніс, режисером буде Майк Баркер, сценаристом — сама авторка книги. Права на прокат отримала Netflix, а співпраця з Lionsgate та Візерспун скасована. У липні 2021 року до акторського складу фільму приєдналися: Фінн Віттрок, Скут Макнейрі, К'яра Аурелія, Томас Барбуска, Жюстін Лупе, Далмар Абузід, Алекс Бароне, Карсон МакКормак, Дженніфер Білз і Конні Бріттон.
Основні знімання розпочалися в червні 2021 року в Торонто, Канада, і завершилися у вересні 2021 року в Нью-Йорку.

## Саундтрек
Оригінальну музику до фільму написав американський композитор Філіп Ейсґер, відомий за роботою над серіалами «Оповідь служниці» та «Банші». Саундтрек був офіційно випущений 7 жовтня 2022 року на цифрових платформах, одночасно з прем'єрою фільму на Netflix.

## Випуск
Фільм «Найщасливіша дівчина на світі» вийшов в обмежений прокат в кількох кінотеатрах 30 вересня 2022 року, перед випуском 7 жовтня 2022 року на потоковому сервісі Netflix.

## Сприйняття
На вебсайті агрегатора рецензій Rotten Tomatoes 43 % із 40 відгуків критиків є позитивними із середньою оцінкою 5,5/10. Metacritic присвоїв фільму середню оцінку 54 зі 100 на основі оцінок 15 критиків, вказуючи на «змішані або середні відгуки».